# Natural Wonder
Albums de Stevie Wonder
Conversation Peace
(1995) A Time to Love
(2005)
Natural Wonder est un album live du compositeur-interprète Stevie Wonder, sorti en 1995 et enregistré à Osaka au Japon ainsi qu'à Tel Aviv en Israel.

## Contexte
Il s'agit du quatrième album live de Wonder, après Recorded Live: The 12 Year Old Genius (1963), Stevie Wonder Live et Live at the Talk of the Town (tous deux sortis en 1970).
Après le demi-échec commercial de Conversation Peace, Stevie Wonder produit rapidement un double album live à partir d'une tournée mondiale où il était accompagné par un orchestre symphonique d'une trentaine d'instruments, les lignes de synthétiseurs étant remplacées par des ensembles à cordes.
L'album contient des chansons issues de toute sa carrière allant de My Cherie Amour (1969) à Conversation Peace (1995), agrémentées de quatre chansons inédites : Dancing to the Rhythm, Stevie Ray Blues (un hommage instrumental à Stevie Ray Vaughan), Ms. & Mr. Little Ones et Stay Gold, une chanson qu'il a composée avec Carmine Coppola pour le film Outsiders de Francis Ford Coppola sorti en 1983.
L'album sort le 21 novembre 1995.

## Liste des pistes
| 1.  | Dancing to the Rhythm        | Stevie Wonder                  | (inédit)                               | 7:07 |
| 2.  | Love's in Need of Love Today | Stevie Wonder                  | Songs in the Key of Life               | 6:02 |
| 3.  | Master Blaster (Jammin')     | Stevie Wonder                  | Hotter Than July                       | 3:36 |
| 4.  | Stevie Ray Blues             | Stevie Wonder                  | (inédit)                               | 2:27 |
| 5.  | Higher Ground                | Stevie Wonder                  | Innervisions                           | 3:59 |
| 6.  | Rocket Love                  | Stevie Wonder                  | Hotter Than July                       | 4:47 |
| 7.  | Stay Gold                    | Carmine Coppola, Stevie Wonder | (inédit)                               | 4:21 |
| 8.  | Ribbon in the Sky            | Stevie Wonder                  | Stevie Wonder's Original Musiquarium I | 8:37 |
| 9.  | Pastime Paradise             | Stevie Wonder                  | Songs in the Key of Life               | 3:22 |
| 10. | If It's Magic                | Stevie Wonder                  | Songs in the Key of Life               | 3:34 |
| 11. | Ms. & Mr. Little Ones        | Stevie Wonder                  | (inédit)                               | 4:17 |
| 12. | Village Ghetto Land          | Gary Byrd (en), Stevie Wonder  | Songs in the Key of Life               | 3:26 |
| 13. | Tomorrow Robins Will Sing    | Stevie Wonder                  | Conversation Peace                     | 4:20 |

| Disque 2 | Disque 2                            | Disque 2                                                           | Disque 2                     | Disque 2 | Disque 2 | Disque 2 | Disque 2 | Disque 2 | Disque 2 |
| No       | Titre                               | Auteur                                                             | Album original               | Durée    |          |          |          |          |          |
| -------- | ----------------------------------- | ------------------------------------------------------------------ | ---------------------------- | -------- | -------- | -------- | -------- | -------- | -------- |
| 1.       | Overjoyed                           | Stevie Wonder                                                      | In Square Circle             | 3:59     |          |          |          |          |          |
| 2.       | My Cherie Amour                     | Stevie Wonder, Henry Cosby, Sylvia Moy                             | My Cherie Amour              |          |          |          |          |          |          |
| 3.       | Signed, Sealed, Delivered I'm Yours | Stevie Wonder, Lula Mae Hardaway, Lee Garrett (en), Syreeta Wright | Signed, Sealed and Delivered | 2:45     |          |          |          |          |          |
| 4.       | Living for the City                 | Stevie Wonder                                                      | Innervisions                 | 4:26     |          |          |          |          |          |
| 5.       | Sir Duke                            | Stevie Wonder                                                      | Songs in the Key of Life     | 2:46     |          |          |          |          |          |
| 6.       | I Wish                              | Stevie Wonder                                                      | Songs in the Key of Life     | 4:06     |          |          |          |          |          |
| 7.       | You Are the Sunshine of My Life     | Stevie Wonder                                                      | Talking Book                 | 2:21     |          |          |          |          |          |
| 8.       | Superstition                        | Stevie Wonder                                                      | Talking Books                | 5:37     |          |          |          |          |          |
| 9.       | I Just Called to Say I Love You     | Stevie Wonder                                                      | The Woman in Red             | 4:38     |          |          |          |          |          |
| 10.      | For Your Love                       | Stevie Wonder                                                      | Conversation Peace           | 5:06     |          |          |          |          |          |
| 11.      | Another Star                        | Stevie Wonder                                                      | Songs In The Key Of Life     | 5:55     |          |          |          |          |          |
| 112:18   |                                     |                                                                    |                              |          |          |          |          |          |          |

## Personnel
- Stevie Wonder : voix, claviers, piano, harmonica

### Groupe
- Gerry Brown (en) : batteries
- Darryl Jackson : percussions
- Herman Jackson : claviers
- Isaiah Sanders : claviers
- Rick Zunigar : guitares
- Nathan Watts : basse, direction musical
- Keith John, Panzie Johnson, Marva King : chœurs

### Orchestre
- Dr. Henry Panion, III (en) : chef d'orchestre
- Paul Riser (en) : orchestrations et arrangements
- Orchestre philharmonique de Tokyo

### Production
- Stevie Wonder : producteur, arrangements
- Gary Adante, Robert A. Arbittier : édition, mixage
- Chris Bellman : mastering au Bernie Grundman Mastering (en)[6]
- James Minchin III, David Safian, Eddie Wolfl : photographie
- Jackie Salway : direction artistique

## Réception
Pour William Ruhlmann (AllMusic), 'Stevie Wonder agit comme un jukebox humain, sortant ses tubes avec humour et enthousiasme devant une foule entièrement acquise à son œuvre. Natural Wonder est entrainant, mais non-essentiel'.
Pour Billy Altman (Rolling Stone), 'Wonder démontre que sa vision personnelle de la musique était en avance sur son temps'.